# Theristria imperfecta
Theristria imperfecta is een insect uit de familie van de Mantispidae, die tot de orde netvleugeligen (Neuroptera) behoort. 
Theristria imperfecta is voor het eerst wetenschappelijk beschreven door Lambkin in 1986.